# Cheratan solfato
Il cheratansolfato è un glicosamminoglicano presente nella cornea, nella cartilagine, nelle ossa e nelle strutture cornee formate da cellule morte, come le unghie, le corna, gli zoccoli e i capelli.